# Hoplitis sichuanensis
Hoplitis sichuanensis är en biart som beskrevs av Wu 1992. Hoplitis sichuanensis ingår i släktet gnagbin, och familjen buksamlarbin. Inga underarter finns listade i Catalogue of Life.